# Nedelya Petkova
Nedelya Petkova (bulgare : Неделя Петкова) connue sous le nom de grand-mère Nedelya ou Baba Nedelya, née en 1826 et morte en 1894, est une pionnière bulgare pour la promotion de l'éducation des filles ainsi qu'une révolutionnaire. En 1858, elle devient enseignante et développe le système scolaire pour les filles à travers la partie bulgare de l'Empire ottoman.

## Biographie
Nedelya Petkova Karaivanova, de son nom de jeune fille Nedelya Delyuva Gulova, est née le 13 août à Sopot, province de Plovdiv en 1826, alors dans l'Empire ottoman. Elle étudie à l'école du Couvent de la Vierge à Sopot. Elle rêve de poursuivre ses études en Russie, mais ses parents n'ont pas les moyens financiers de le lui permettre, ce qui la conduit à s'autoéduquer.
À l'âge de 19 ans, elle épouse Petko Karaivanov, le plus jeune oncle du révolutionnaire bulgare Vassil Levski et marchand de profession. Dix ans plus tard, celui-ci succombe au choléra, laissant Nedelya seule avec cinq enfants et enceinte du sixième. Elle est la mère de Stanislava Karaivanova-Balkanova, la première télégraphiste femme en Bulgarie, et de Petko Karaivanov, un officier décoré de la Croix du courage pour sa participation à la guerre serbo-bulgare,.
Pour subvenir aux besoins de sa famille, elle coud et brode sur commande. Un jour, une icône de Saint Mina brodée par elle impressionne vivement l'écrivain Nayden Gerov, qui l'invite à devenir enseignante à Sofia.
Nedelya Petkova enseigne à Sofia de 1858 à 1861 où elle ouvre la première école pour filles de la ville avec l'aide de Sava Filaretov. Quelques années plus tard, elle est invitée à enseigner à Samokov de 1862 à 1864 et à Kyustendil de 1864 à 1865 mais elle ne reste pas longtemps, car elle décide de s'engager activement dans la lutte des Bulgares en Macédoine pour avoir leurs propres écoles et églises. Ainsi, entre 1865 à 1878 elle enseigne à Prilep (1865-1866), Bitola, Ohrid (1868-1869), Veles (1870-1871) et Thessalonique. Pendant ces années, elle est plusieurs fois arrêtée par les autorités ottomanes et persécutée par les prêtres grecs, mais après chaque école fermée par leurs soins, elle ouvre une nouvelle école dans une ville voisine. Elle établira les premières écoles bulgares pour filles à Prilep, Bitolya, Veles et Thessalonique, accueillant des centaines d'élèves,.
En 1870, à Veles, elle rejoint le comité révolutionnaire local et entretient des contacts avec le Comité central révolutionnaire bulgare. Durant la même année, sur l'ordre du révolutionnaire Bulgare Vassil Levski, elle reçoit la mission, avec d'autres jeunes filles de Veles, de coudre un drapeau pour la future révolte. Cependant, les autorités ottomanes découvrent sa participation et elle est expulsée de la ville et contrainte de se rendre à Thessalonique. Sur place elle continue ses activités révolutionnaires et à la demande du révolutionaire bulgare Dimitar Berovsky, elle confectionne, avec sa fille, un drapeau qui sera ensuite utilisé lors du soulèvement bulgare de Razlov,.
Après la libération de la Bulgarie de l'Empire Ottoman, elle réside à Kyustendil en 1878, puis à Sofia en 1879. En 1883, elle s'installe à Rakitovo dans les Rhodopes, où elle se consacre à l'éducation des musulmanes Bulgares de la région de Chepin,. Cependant, les autorités gouvernementales l'arrêtent et perquisitionnent son domicile à la recherche de livres jugés subversifs. Faute de preuves, elle est déclarée non coupable et est libérée.
Elle continue son engagement en faveur de l'éducation des femmes jusqu'à sa mort le 1er janvier 1894.

## Postérité
- En 2006, le Nedelya Point situé sur l'île Livingston dans les îles Shetland du Sud en Antarctique, a été nommé en son honneur[5].
- L'école de Sopot porte son nom[6].
- Nedelya Petkova fait partie des femmes citées dans l’œuvre féministe The Dinner Party de Judy Chicago réalisée de 1974 à 1979[7].